# Brachygastra scutellaris
Brachygastra scutellaris är en getingart som först beskrevs av Johan Christian Fabricius 1804.
Brachygastra scutellaris ingår i släktet Brachygastra och familjen getingar. Inga underarter finns listade i Catalogue of Life.